# Trichomycterus brasiliensis
Trichomycterus brasiliensis es una especie de peces de la familia Trichomycteridae en el orden de los Siluriformes.

## Morfología
• Los machos pueden llegar alcanzar los 13,3 cm de longitud total.

## Distribución geográfica
Se encuentra en la cuenca del  São Francisco en Minas Gerais y al sureste del Brasil.